# 向順德
向順德（1791年10月10日—1854年2月7日）是琉球國第二尚氏王朝君主尚育王之王妃，童名真鍋樽金，號順德。是尚謙（原名向謙，豐見城王子朝興）之女，生於乾隆五十六年辛亥九月十三，有一兄，初封野嵩按司加那志，再改封汀間按司加那志，後嫁尚灝王為妃，育有一子尚膺。咸豐四年甲寅正月初十薨，享壽六十四歲，葬於玉陵。